# Constantino I de Escocia
Constantino I de Escocia (en gaélico escocés Causantín mac Cináeda), muerto en 877 fue Rey de Escocia, hijo de Kenneth I, sucedió a su tío Donald I como rey de los pictos tras la muerte de aquel el 13 de abril de 862. Este Causantín or Constantín mac Cináeda fue rebautizado como Constantino I en las listas del siglo XX de los reyes de los escoceses, las fuentes casi contemporáneas al rey describen a Constantín como un rey picto. 
Dictó un código de las antiguas leyes y se enfrenta a los gobernadores locales de Reino de Strathclyde. Su reinado se caracteriza por el incremento de actividad de los vikingos con base en Irlanda y Northumbria, en el norte de Bretaña y murió combatiendo una de tales invasiones. Los vikingos noruegos y daneses, se habían asentado en las islas Órcadas, las Shetland, Caithness y las Islas Hébridas del Norte y que a la larga acabarían con la población local.